# Aleksandr Tkachov
Aleksandr Nikoláyevich Tkachov (en ruso: Александр Николаевич Ткачёв, Výselki, 23 de diciembre de 1960) es un político ruso, jefe de la administración (gobernador) del krai de Krasnodar (2001-2015), ministro de Agricultura de la Federación Rusa y presidente del club de fútbol FC Kubán Krasnodar.

## Biografía
Nació el 23 de diciembre de 1960 en Výselki en el krai de Krasnodar de la República Socialista Federativa Soviética de Rusia, en la Unión Soviética. En 1983 finalizó sus estudios en el Instituto Politécnico de Krasnodar, especializándose en ingeniería mecánica. Comenzó a trabajar como jefe de mecánica de una empresa de alimentación de Výselki. En 1986 fue elegido secretario del comité de distrito del Komsomol. 
En 1990 fue elegido director de la fábrica en la que trabajaba, que en 1993 fue reconvertida en sociedad por acciones Agrokompleks de la que se convierte en director general. En 1994 fue elegido como diputado de la Asamblea Legislativa del krai de Krasnodar. En 1995 y 1999 fue elegido diputado de la Duma Estatal por la circunscripción electoral de Tijoretsk. Fue presidente del comité de nacionalidades y vicepresidente del grupo de la industria agrícola de la Duma. Encabeza la Unión Agraria del Kubán. 
En el año 2000 defendió su tesis de candidatura a doctor en economía. El 3 de diciembre de 2000 fue elegido como jefe de la administración (gobernador) del krai de Krasnodar (82.14 % de los votos). En 2004 fue reelegido para un segundo periodo. Hasta mayo de 2003 era miembro del Partido Comunista de la Federación Rusa, presentándose en la lista regional de Rusia Unida para la Duma Estatal de ese año, mientras todavía estaba afiliado al primer partido, por lo que fue expulsado del mismo. El 14 de abril de 2005 se afilió a Rusia Unida. El 17 de diciembre de 2004 defendió su tesis para el doctorado en economía. En 2007 obtuvo un voto de confianza del presidente Vladímir Putin por lo que renovó su cargo por cinco años más. En 2009 hizo pública la relación de sus ingresos y propiedades. El 10 de enero de 2012 fue nombrado miembro de la Presidencia del Consejo de Estado. El 16 de marzo de 2012 fue nombrado representante especial del presidente de la Federación Rusa en Abjasia. El 21 de marzo renovó su cargo como jefe de la administración del krai por otro periodo de cinco años.